# ATP Challenger Series 2006
In der folgenden Tabelle werden die Turniere der professionellen Herrentennis-Saison 2006 der ATP Challenger Series dargestellt. Sie bestand aus 161 Turnieren mit einem Preisgeld von 25.000 bis 125.000 US-Dollar. Es war die 29. Ausgabe des Challenger-Turnierzyklus.

## Turnierplan

### Januar
| Datum1 | Ort                 | Turnier                                 | Preisgeld | Belag2        | Sieger Einzel   | Sieger Doppel                           |
| ------ | ------------------- | --------------------------------------- | --------- | ------------- | --------------- | --------------------------------------- |
| 02.01. | São Paulo           | Aberto de São Paulo                     | $ 100.000 | Hartplatz     | Flávio Saretta  | Thiago Alves Flávio Saretta             |
| 02.01. | Nouméa              | Internationaux de Nouvelle-Calédonie    | $ 075.000 | Hartplatz     | Gilles Simon    | Alex Bogomolow Todd Widom               |
| 23.01. | Heilbronn           | Heilbronn Open                          | $ 100.000 | Teppich (i)   | Robin Söderling | Christopher Kas Philipp Petzschner      |
| 23.01. | Waikoloa            | Hilton Waikoloa Village USTA Challenger | $ 050.000 | Hartplatz     | Frank Dancevic  | Michael Kohlmann Cecil Mamiit           |
| 23.01. | Santiago de Chile   | Copa Kia                                | $ 025.000 | Sand          | Boris Pašanski  | Máximo González Sergio Roitman          |
| 23.01. | Wrexham             | Wrexham Challenger                      | $ 025.000 | Hartplatz (i) | Alex Bogdanovic | Jean-François Bachelot Stéphane Robert  |
| 30.01. | Andrézieux-Bouthéon | Challenger 42                           | $ 100.000 | Hartplatz (i) | Gilles Elseneer | Julien Benneteau Nicolas Mahut          |
| 30.01. | Florianópolis       | Cyclus Open de Tênis                    | $ 025.000 | Sand          | Diego Junqueira | Cristian Villagrán Juan Pablo Brzezicki |

### Februar
| Datum1 | Ort       | Turnier                                                    | Preisgeld | Belag2        | Sieger Einzel           | Sieger Doppel                          |
| ------ | --------- | ---------------------------------------------------------- | --------- | ------------- | ----------------------- | -------------------------------------- |
| 06.02. | Breslau   | KGHM Polish Indoors                                        | $ 125.000 | Hartplatz (i) | Lukáš Dlouhý            | Mariusz Fyrstenberg Marcin Matkowski   |
| 06.02. | Bergamo   | Internazionali di Tennis di Bergamo Trofeo Baci & Abbracci | $ 050.000 | Teppich (i)   | Alex Bogdanovic         | Daniele Bracciali Giorgio Galimberti   |
| 06.02. | Dallas    | Challenger of Dallas                                       | $ 050.000 | Hartplatz (i) | Kevin Kim               | Rajeev Ram Bobby Reynolds              |
| 06.02. | Burnie    | Kia International in Burnie                                | $ 025.000 | Hartplatz     | Konstantinos Economidis | Luke Bourgeois Lu Yen-hsun             |
| 13.02. | Belgrad   | Gemax Open                                                 | $ 100.000 | Teppich (i)   | Janko Tipsarević        | Michael Kohlmann Alexander Waske       |
| 13.02. | Joplin    | Freeman Men’s Challenger                                   | $ 050.000 | Hartplatz (i) | Jesse Witten            | Henry Adjei-Darko Lesley Joseph        |
| 20.02. | Besançon  | Open de Franche-Comté                                      | $ 100.000 | Hartplatz (i) | Nicolas Mahut           | Christopher Kas Philipp Petzschner     |
| 27.02. | Cherbourg | Challenger DCNS de Cherbourg                               | $ 050.000 | Hartplatz (i) | Nicolas Mahut           | Jean-François Bachelot Stéphane Robert |
| 27.02. | Wolfsburg | Volkswagen Challenger                                      | $ 025.000 | Teppich (i)   | Alexander Waske         | Jean-Claude Scherrer Uros Vico         |

### März
| Datum1 | Ort               | Turnier                                                  | Preisgeld | Belag2        | Sieger Einzel   | Sieger Doppel                     |
| ------ | ----------------- | -------------------------------------------------------- | --------- | ------------- | --------------- | --------------------------------- |
| 06.03. | Kyōto             | Shimadzu All Japan Indoor Tennis Championships           | $ 025.000 | Teppich (i)   | Nicolas Mahut   | Alun Jones Jonathan Marray        |
| 13.03. | Sunrise           | BMW Tennis Championship                                  | $ 100.000 | Hartplatz     | Dmitri Tursunow | Petr Pála Robin Vik               |
| 13.03. | Ho-Chi-Minh-Stadt | HTV Challenger Romano Cup                                | $ 050.000 | Hartplatz     | Zack Fleishman  | Lee Hyung-taik Cecil Mamiit       |
| 13.03. | Salinas           | Abierto Internacional de Salinas                         | $ 025.000 | Hartplatz     | Benjamin Becker | Thiago Alves Júlio Silva          |
| 13.03. | Sarajevo          | BH Telecom Indoors                                       | $ 025.000 | Hartplatz (i) | Andreas Beck    | Ilija Bozoljac Viktor Troicki     |
| 20.03. | Barletta          | Torneo Internazionale di Tennis Città della Disfida Open | $ 025.000 | Sand          | Jan Hájek       | Santiago Ventura Fernando Vicente |
| 27.03. | Mexiko-Stadt I    | Corona Mexico City Open                                  | $ 125.000 | Sand          | Ramón Delgado   | Tripp Phillips Rogier Wassen      |
| 27.03. | Neapel            | Tennis Napoli Cup                                        | $ 100.000 | Sand          | Potito Starace  | Tomáš Cibulec Łukasz Kubot        |
| 27.03. | St. Brieuc        | Open Prévadiès                                           | $ 025.000 | Sand (i)      | Marc Gicquel    | Eric Butorac Chris Drake          |

### April
| Datum1 | Ort             | Turnier                               | Preisgeld | Belag2        | Sieger Einzel         | Sieger Doppel                                  |
| ------ | --------------- | ------------------------------------- | --------- | ------------- | --------------------- | ---------------------------------------------- |
| 03.04. | Tallahassee     | Tallahassee Tennis Challenger         | $ 050.000 | Hartplatz     | Mardy Fish            | Rik De Voest Glenn Weiner                      |
| 03.04. | Aguascalientes  | Copa Club Campestre de Aguascalientes | $ 025.000 | Sand          | Juan Martín del Potro | Juan Martín del Potro Martín Vassallo Argüello |
| 03.04. | Monza           | Città di Monza                        | $ 025.000 | Sand          | Nicolas Devilder      | Rubén Ramírez Hidalgo Tomas Tenconi            |
| 10.04. | Florianopolis   | Aberto de Santa Catarina de Tênis     | $ 100.000 | Sand          | Ricardo Mello         | Cristian Villagrán Juan Pablo Brzezicki        |
| 10.04. | San Luis Potosí | San Luis Potosí Challenger            | $ 050.000 | Sand          | Rainer Eitzinger      | Daniel Garza Dawid Olejniczak                  |
| 10.04. | Valencia        | Challenger of Santa Clarita           | $ 050.000 | Hartplatz     | Frédéric Niemeyer     | John Paul Fruttero Sam Warburg                 |
| 17.04. | Bermuda         | XL Bermuda Open                       | $ 100.000 | Sand          | Fernando Vicente      | Tomáš Cibulec Robert Lindstedt                 |
| 17.04. | Cardiff         | Cardiff Challenger                    | $ 025.000 | Hartplatz (i) | Jan Vacek             | Philipp Petzschner Alexander Peya              |
| 17.04. | Chiasso         | Unicredit Bank S. A. Challenger       | $ 025.000 | Sand          | Werner Eschauer       | Leonardo Azzaro Lovro Zovko                    |
| 17.04. | Chikmagalur     | Coffee Cup Challenger                 | $ 025.000 | Hartplatz     | Danai Udomchoke       | Sanchai Ratiwatana Sonchat Ratiwatana          |
| 17.04. | León            | Torneo Internacional Challenger       | $ 025.000 | Hartplatz     | Phillip Simmonds      | Juan Manuel Elizondo Miguel Gallardo Valles    |
| 24.04. | Bogotá          | Bancolombia Open                      | $ 100.000 | Sand          | Alejandro Falla       | Eric Butorac Chris Drake                       |
| 24.04. | Bergamo         | Trofeo Luigi Pezzoli Internazionale   | $ 025.000 | Sand          | Nicolas Devilder      | Jan Hájek Jaroslav Pospíšil                    |
| 24.04. | Dharwad         | PVG Open                              | $ 025.000 | Hartplatz     | Viktor Troicki        | Kamil Čapkovič Lukáš Lacko                     |
| 24.04. | Lanzarote       | Isla de Lanzarote                     | $ 025.000 | Hartplatz     | Filip Prpic           | Grégory Carraz Jean-Michel Pequery             |
| 24.04. | Mexiko-Stadt    | Challenger Casablanca San Ángel       | $ 025.000 | Hartplatz     | Rik De Voest          | Pierre-Ludovic Duclos André Ghem               |

### Mai
| Datum1 | Ort            | Turnier                                     | Preisgeld | Belag2    | Sieger Einzel    | Sieger Doppel                         |
| ------ | -------------- | ------------------------------------------- | --------- | --------- | ---------------- | ------------------------------------- |
| 01.05. | Tunis          | Tunis Open                                  | $ 125.000 | Sand      | Lamine Ouahab    | Daniel Gimeno Traver Iván Navarro     |
| 01.05. | Atlanta        | Atlanta Claycourt Challenger                | $ 025.000 | Sand      | Diego Hartfield  | Hugo Armando André Sá                 |
| 01.05. | Ostrava        | Prosperita Open                             | $ 025.000 | Sand      | Ivo Minář        | Jaroslav Pospíšil Pavel Šnobel        |
| 01.05. | Rom            | Garden Open                                 | $ 025.000 | Sand      | Oliver Marach    | Konstantinos Economidis Amir Hadad    |
| 01.05. | Telde          | Ciudad de Telde                             | $ 025.000 | Sand      | Marc López       | Adam Chadaj Michael Ryderstedt        |
| 08.05. | Prag           | ECM Prague Open                             | $ 100.000 | Sand      | Robin Vik        | Petr Pála David Škoch                 |
| 08.05. | Tunica Resorts | Harrah’s Entertainment Challenger           | $ 050.000 | Sand (i)  | Diego Hartfield  | Jeff Morrison Bobby Reynolds          |
| 08.05. | Dresden        | Ostdeutscher Sparkassen Cup                 | $ 025.000 | Sand      | Simon Greul      | Yves Allegro Michal Mertiňák          |
| 15.05. | Forest Hills   | West Side Tennis Club Clay Court Challenger | $ 050.000 | Sand      | Robert Kendrick  | Chris Drake Cecil Mamiit              |
| 15.05. | Zagreb         | Zagreb Open                                 | $ 050.000 | Sand      | Daniel Elsner    | Yves Allegro Michal Mertiňák          |
| 15.05. | Fargʻona       | Fergana Challenger                          | $ 025.000 | Hartplatz | Danai Udomchoke  | Sanchai Ratiwatana Sonchat Ratiwatana |
| 15.05. | Sanremo        | Sanremo Tennis Cup                          | $ 025.000 | Sand      | Olivier Patience | Julien Benneteau Nicolas Mahut        |
| 29.05. | Busan          | Busan Open Challenger Tennis                | $ 050.000 | Hartplatz | Lee Hyung-taik   | Scott Lipsky Todd Widom               |
| 29.05. | Ettlingen      | Baden Open                                  | $ 025.000 | Sand      | Simon Greul      | Vasilis Mazarakis Felipe Parada       |
| 29.05. | Turin          | Sporting Challenger                         | $ 025.000 | Sand      | Flavio Cipolla   | Marcel Granollers Marc López          |

### Juni
| Datum1 | Ort                | Turnier                                           | Preisgeld | Belag2    | Sieger Einzel           | Sieger Doppel                             |
| ------ | ------------------ | ------------------------------------------------- | --------- | --------- | ----------------------- | ----------------------------------------- |
| 05.06. | Prostějov          | Prostějov Challenger                              | $ 125.000 | Sand      | Jan Hájek               | František Čermák Jaroslav Levinský        |
| 05.06. | Fürth              | Schickedanz Open                                  | $ 050.000 | Sand      | Florian Mayer           | Vasilis Mazarakis Felipe Parada           |
| 05.06. | Surbiton           | Surbiton Trophy                                   | $ 050.000 | Rasen     | Mardy Fish              | Jordan Kerr Jim Thomas                    |
| 05.06. | Yuba City          | Sunset Moulding Yuba City Racquet Club Challenger | $ 050.000 | Hartplatz | Sam Querrey             | Scott Lipsky David Martin                 |
| 05.06. | Sassuolo           | Memorial Manfredini                               | $ 025.000 | Sand      | Frederico Gil           | Francesco Aldi Tomas Tenconi              |
| 12.06. | Lugano             | Challenger Lugano                                 | $ 100.000 | Sand      | Olivier Patience        | Giorgio Galimberti Oliver Marach          |
| 12.06. | Košice             | Steelers Cup                                      | $ 025.000 | Sand      | Nicolas Devilder        | Viktor Bruthans Pavel Šnobel              |
| 19.06. | Braunschweig       | Nord/LB Open                                      | $ 125.000 | Sand      | Jan Hájek               | Tomas Behrend Christopher Kas             |
| 19.06. | Mailand            | Zenith Tennis Cup                                 | $ 025.000 | Sand      | Wayne Odesnik           | Giorgio Galimberti Harel Levy             |
| 26.06. | Constanța          | Mamaia Challenger                                 | $ 025.000 | Sand      | Konstantinos Economidis | Konstantinos Economidis Jean-Julien Rojer |
| 26.06. | Reggio nell’Emilia | Torneo B. Camparini                               | $ 025.000 | Sand      | Olivier Patience        | Fabio Colangelo Giancarlo Petrazzuolo     |

### Juli
| Datum1 | Ort              | Turnier                              | Preisgeld | Belag2    | Sieger Einzel          | Sieger Doppel                           |
| ------ | ---------------- | ------------------------------------ | --------- | --------- | ---------------------- | --------------------------------------- |
| 03.07. | Córdoba          | Open Diputación Ciudad de Pozoblanco | $ 125.000 | Hartplatz | Simon Greul            | Justin Gimelstob Kevin Kim              |
| 03.07. | Biella           | Top Wool Challenger                  | $ 100.000 | Sand      | Simone Bolelli         | Lucas Arnold Ker Agustín Calleri        |
| 03.07. | Dublin           | Dublin Challenger                    | $ 050.000 | Teppich   | Mischa Zverev          | Jasper Smit Martijn van Haasteren       |
| 03.07. | Winnetka         | North Shore Pro Tennis Championship  | $ 050.000 | Hartplatz | Sam Querrey            | Cecil Mamiit Eric Taino                 |
| 03.07. | Montauban        | Open de Montauban                    | $ 025.000 | Sand      | Lamine Ouahab          | Pablo Cuevas Adrián García              |
| 10.07. | Posen            | Porsche Open                         | $ 100.000 | Sand      | Jan Hájek              | Tomasz Bednarek Michał Przysiężny       |
| 10.07. | Scheveningen     | Siemens Open                         | $ 075.000 | Sand      | Guillermo García López | Guillermo García López Salvador Navarro |
| 10.07. | Cuenca           | Challenger ATP de Cuenca             | $ 025.000 | Sand      | Carlos Salamanca       | Frank Moser Alexander Satschko          |
| 10.07. | Mantua           | Challenger Canottieri Mincio         | $ 025.000 | Sand      | Cristian Villagrán     | Pablo Andújar Marcel Granollers         |
| 10.07. | Oberstaufen      | Oberstaufen Cup                      | $ 025.000 | Sand      | Michal Tabara          | Ernests Gulbis Mischa Zverev            |
| 17.07. | Bogotá           | Seguros Bolivar Open Bogotá          | $ 125.000 | Sand      | Diego Hartfield        | Marcelo Melo André Sá                   |
| 17.07. | Istanbul         | TED Open                             | $ 125.000 | Hartplatz | Alexander Peya         | Alexei Kedrjuk Orest Tereschtschuk      |
| 17.07. | Aptos            | Comerica Bank Challenger             | $ 075.000 | Hartplatz | Alex Kuznetsov         | Prakash Amritraj Rohan Bopanna          |
| 17.07. | Pensa            | Penza Cup                            | $ 050.000 | Hartplatz | Farrux Doʻstov         | Murod Inoyatov Denis Istomin            |
| 17.07. | Rimini           | Riviera di Rimini                    | $ 050.000 | Sand      | Pablo Andújar          | Juan Pablo Brzezicki Cristian Villagrán |
| 17.07. | Manchester       | Manchester Trophy                    | $ 025.000 | Rasen     | Harsh Mankad           | Joshua Goodall Ross Hutchins            |
| 24.07. | Campos do Jordão | Credicard Mastercard Tennis Cup      | $ 050.000 | Hartplatz | Ricardo Mello          | Marcelo Melo André Sá                   |
| 24.07. | Granby           | Challenger Natrel                    | $ 050.000 | Hartplatz | Frank Dancevic         | Alessandro Gravina Gary Lugassy         |
| 24.07. | Lexington        | Fifth Third Bank Tennis Classic      | $ 050.000 | Hartplatz | Lee Hyung-taik         | Sanchai Ratiwatana Sonchat Ratiwatana   |
| 24.07. | Tampere          | Aamulehti Tampere Open               | $ 050.000 | Sand      | Florian Mayer          | Thierry Ascione Édouard Roger-Vasselin  |
| 24.07. | Nottingham       | Nottingham Challenger I              | $ 025.000 | Rasen     | Antony Dupuis          | Martin Lee Jonathan Marray              |
| 24.07. | Recanati         | Guzzini Challenger                   | $ 025.000 | Hartplatz | Davide Sanguinetti     | Simone Bolelli Davide Sanguinetti       |
| 24.07. | Toljatti         | Togliatti Cup                        | $ 025.000 | Hartplatz | Uros Vico              | Alexander Peya Uros Vico                |
| 31.07. | Segovia          | Open Castilla y León                 | $ 100.000 | Hartplatz | Juan Martín del Potro  | Paul Baccanello Chris Guccione          |
| 31.07. | Vancouver        | Odlum Brown Vancouver Open           | $ 100.000 | Hartplatz | Rik De Voest           | Eric Butorac Travis Parrott             |
| 31.07. | Trani            | Trani Cup                            | $ 050.000 | Hartplatz | Juan Pablo Guzmán      | Leonardo Azzaro Daniele Giorgini        |
| 31.07. | Belo Horizonte   | BH Tennis Open International Cup     | $ 025.000 | Hartplatz | Thiago Alves           | Marcelo Melo André Sá                   |
| 31.07. | Saransk          | Mordovia Cup                         | $ 025.000 | Sand      | Igor Sijsling          | Alexei Kedrjuk Orest Tereschtschuk      |
| 31.07. | Timișoara        | Timișoara Challenger                 | $ 025.000 | Sand      | Nicolas Devilder       | Victor Crivoi Victor Ioniță             |

### August
| Datum1 | Ort            | Turnier                        | Preisgeld | Belag2    | Sieger Einzel           | Sieger Doppel                                |
| ------ | -------------- | ------------------------------ | --------- | --------- | ----------------------- | -------------------------------------------- |
| 07.08. | San Marino     | San Marino CEPU Open           | $ 100.000 | Sand      | Albert Montañés         | Máximo González Sergio Roitman               |
| 07.08. | Binghamton     | DBI Tennis Challenger          | $ 050.000 | Hartplatz | Scott Oudsema           | Scott Lipsky David Martin                    |
| 07.08. | Joinville      | Joinville Tênis Festival       | $ 050.000 | Sand      | André Ghem              | André Ghem Alexandre Simoni                  |
| 07.08. | Vigo           | Concurso Internacional de Vigo | $ 037.500 | Sand      | Pablo Andújar           | Pablo Andújar Marcel Granollers              |
| 07.08. | St. Petersburg | St. Petersburg Challenger      | $ 025.000 | Sand      | David Guez              | Murod Inoyatov Denis Istomin                 |
| 14.08. | Bronx          | GHI Bronx Tennis Classic       | $ 050.000 | Hartplatz | Michael Russell         | Martin Lee Harel Levy                        |
| 14.08. | Cordenons      | Kos Zucchetti Cup              | $ 050.000 | Sand      | Konstantinos Economidis | Francesco Aldi Lovro Zovko                   |
| 14.08. | Graz           | S’Tennis Masters               | $ 025.000 | Hartplatz | Florian Mayer           | Ross Hutchins Jonathan Marray                |
| 14.08. | Manta          | Manta Open                     | $ 025.000 | Hartplatz | Thiago Alves            | Eric Nunez Jean-Julien Rojer                 |
| 14.08. | Samarqand      | Samarkand Challenger           | $ 025.000 | Sand      | Janko Tipsarević        | Satoshi Iwabuchi Gōichi Motomura             |
| 21.08. | Manerbio       | Trofeo Dimmidisì               | $ 050.000 | Sand      | Andreas Vinciguerra     | Gabriel Moraru Adrian Ungur                  |
| 21.08. | Genf           | IPP Geneva Trophy              | $ 037.500 | Sand      | Jérôme Haehnel          | Michal Navrátil Juri Schtschukin             |
| 21.08. | Buxoro         | Bukhara Challenger             | $ 025.000 | Hartplatz | Janko Tipsarević        | Nicolas Renavand Nicolas Tourte              |
| 28.08. | Como           | Città di Como                  | $ 025.000 | Sand      | Simone Bolelli          | Jamie Delgado Jamie Murray                   |
| 28.08. | Freudenstadt   | Black Forest Open              | $ 025.000 | Sand      | Hugo Armando            | Tomas Behrend Dominik Meffert                |
| 28.08. | Kranj          | Iskratel Open                  | $ 025.000 | Sand      | Werner Eschauer         | Antonio Baldellou Esteva Héctor Ruiz Cadenas |

### September
| Datum1 | Ort         | Turnier                       | Preisgeld | Belag2        | Sieger Einzel    | Sieger Doppel                           |
| ------ | ----------- | ----------------------------- | --------- | ------------- | ---------------- | --------------------------------------- |
| 04.09. | Brașov      | Brașov Challenger             | $ 025.000 | Sand          | Marc López       | Lazar Magdinčev Predrag Rusevski        |
| 04.09. | Donezk      | Alexander Kolyaskin Memorial  | $ 025.000 | Sand          | Ilija Bozoljac   | Oleksandr Nedowjessow Oleksandr Jarmola |
| 04.09. | Düsseldorf  | Düsseldorf Open Challenger    | $ 025.000 | Sand          | Jewgeni Koroljow | Hugo Armando Tomas Behrend              |
| 04.09. | Genua       | Genoa Open Challenger         | $ 025.000 | Sand          | Gorka Fraile     | Adriano Biasella Marcelo Charpentier    |
| 11.09. | Orléans     | Open d’Orléans                | $ 075.000 | Hartplatz (i) | Olivier Rochus   | Grégory Carraz Dick Norman              |
| 11.09. | New Orleans | Hancock Bank Men’s Challenger | $ 050.000 | Hartplatz     | Cecil Mamiit     | Cecil Mamiit Sam Warburg                |
| 11.09. | Sevilla     | Copa Sevilla                  | $ 050.000 | Sand          | Iván Navarro     | Pablo Andújar Marcel Granollers         |
| 11.09. | Belém       | Amazonia Open de Tênis        | $ 025.000 | Sand          | Guillermo Cañas  | Brian Dabul Cristian Villagrán          |
| 18.09. | Stettin     | Pekao Szczecin Open           | $ 125.000 | Sand          | Nicolás Lapentti | Tomas Behrend Christopher Kas           |
| 18.09. | Lubbock     | Lubbock Challenger            | $ 050.000 | Hartplatz     | Sam Querrey      | Chris Drake Scott Lipsky                |
| 18.09. | Tarragona   | Open Tarragona Costa Daurada  | $ 050.000 | Sand          | Paolo Lorenzi    | Hugo Armando Gabriel Trujillo Soler     |
| 18.09. | Banja Luka  | Banja Luka Challenger         | $ 025.000 | Sand          | Marco Mirnegg    | Joseph Sirianni Stefan Wauters          |
| 25.09. | Grenoble    | Open de L’Isère               | $ 050.000 | Hartplatz (i) | Michaël Llodra   | Teimuras Gabaschwili Jewgeni Koroljow   |
| 25.09. | Tulsa       | USTA Challenger of Oklahoma   | $ 050.000 | Hartplatz     | Bobby Reynolds   | Bobby Reynolds Rajeev Ram               |
| 25.09. | Bratislava  | ATP Slovak Open Challenger    | $ 025.000 | Sand          | Iván Navarro     | Flavio Cipolla Marcel Granollers        |
| 25.09. | Gramado     | Gramado Open                  | $ 025.000 | Hartplatz     | Franco Ferreiro  | Franco Ferreiro Martín Vilarrubí        |

### Oktober
| Datum1 | Ort        | Turnier                       | Preisgeld | Belag2        | Sieger Einzel      | Sieger Doppel                       |
| ------ | ---------- | ----------------------------- | --------- | ------------- | ------------------ | ----------------------------------- |
| 02.10. | Mons       | Ethias Trophy                 | $ 125.000 | Hartplatz (i) | Janko Tipsarević   | Jean-Claude Scherrer Lovro Zovko    |
| 02.10. | Quito      | Trofeo Ciudad de Quito        | $ 025.000 | Sand          | Chris Guccione     | Rogério Dutra da Silva Marcelo Melo |
| 09.10. | Sacramento | Swanston Challenger           | $ 075.000 | Hartplatz     | Paul Goldstein     | Paul Goldstein Jeff Morrison        |
| 09.10. | Rennes     | Open de Rennes                | $ 050.000 | Hartplatz (i) | Jo-Wilfried Tsonga | Grégory Carraz Mathieu Montcourt    |
| 09.10. | Barcelona  | Trofeo Cuitat de Barcelona    | $ 025.000 | Sand          | Marcel Granollers  | Tomas Behrend Flavio Cipolla        |
| 09.10. | Medellín   | Seguros Bolívar Open Medellín | $ 025.000 | Sand          | Chris Guccione     | André Ghem Marcelo Melo             |
| 16.10. | Bogotá     | Copa Petrobras Bogotá         | $ 075.000 | Sand          | Santiago Giraldo   | Daniel Garza Michael Quintero       |
| 16.10. | Calabasas  | Pro Challenger at Calabasas   | $ 050.000 | Hartplatz     | Mark Philippoussis | Robert Kendrick Cecil Mamiit        |
| 16.10. | Kolding    | Købstædernes ATP Challenger   | $ 050.000 | Hartplatz (i) | Michaël Llodra     | Jeff Coetzee Rogier Wassen          |
| 23.10. | Montevideo | Copa Petrobras Montevideo     | $ 075.000 | Sand          | Guillermo Cañas    | Máximo González Sergio Roitman      |
| 23.10. | Nottingham | Nottingham Challenger II      | $ 025.000 | Hartplatz (i) | Alexander Waske    | Filip Prpic Nicolas Tourte          |
| 30.10. | Seoul      | Samsung Securities Cup        | $ 100.000 | Hartplatz     | Lee Hyung-taik     | Alexander Peya Björn Phau           |
| 30.10. | Aracaju    | Copa Petrobras Aracaju        | $ 075.000 | Sand          | Sergio Roitman     | Máximo González Sergio Roitman      |
| 30.10. | Aachen     | Lambertz Open by STAWAG       | $ 050.000 | Teppich (i)   | Rainer Schüttler   | Mischa Zverev Ernests Gulbis        |
| 30.10. | Louisville | Ford Tennis Championships     | $ 050.000 | Hartplatz (i) | Amer Delić         | Robin Haase Igor Sijsling           |
| 30.10. | Rimouski   | Challenger Banque Nationale   | $ 025.000 | Hartplatz (i) | Kristian Pless     | Frederik Nielsen Kristian Pless     |

### November
| Datum1 | Ort          | Turnier                                 | Preisgeld | Belag2        | Sieger Einzel     | Sieger Doppel                          |
| ------ | ------------ | --------------------------------------- | --------- | ------------- | ----------------- | -------------------------------------- |
| 06.11. | Bratislava   | Tatra Banka Slovak Open                 | $ 100.000 | Hartplatz (i) | Michal Mertiňák   | Eric Butorac Travis Parrott            |
| 06.11. | Buenos Aires | Copa Petrobras Buenos Aires             | $ 075.000 | Sand          | Guillermo Cañas   | André Ghem Flávio Saretta              |
| 06.11. | Busan        | Flea Market Cup Busan Challenger Tennis | $ 075.000 | Hartplatz     | Danai Udomchoke   | Alexander Peya Björn Phau              |
| 06.11. | Nashville    | Music City Challenger                   | $ 075.000 | Hartplatz (i) | Robin Haase       | Scott Lipsky David Martin              |
| 06.11. | Eckental     | Bauer Watertechnology Cup               | $ 025.000 | Teppich (i)   | Ernests Gulbis    | Joshua Goodall Ross Hutchins           |
| 13.11. | Dnipro       | Privat Bank Cup                         | $ 125.000 | Hartplatz (i) | Dmitri Tursunow   | Serhij Stachowskyj Orest Tereschtschuk |
| 13.11. | Asunción     | Copa Petrobras Asunción                 | $ 075.000 | Sand          | Guillermo Cañas   | Tomas Behrend André Ghem               |
| 13.11. | Champaign    | USTA Challenger of Champaign-Urbana     | $ 050.000 | Hartplatz (i) | Amer Delić        | Rajeev Ram Rik De Voest                |
| 13.11. | Guayaquil    | Challenger Ciudad de Guayaquil          | $ 050.000 | Sand          | Sergio Roitman    | Juan Pablo Brzezicki Leonardo Mayer    |
| 13.11. | Helsinki     | IPP Open                                | $ 050.000 | Hartplatz (i) | Michael Berrer    | Jasper Smit Martijn van Haasteren      |
| 13.11. | Caloundra    | Kia International in Caloundra          | $ 025.000 | Hartplatz     | Lu Yen-hsun       | Nathan Healey Robert Smeets            |
| 20.11. | Naples       | Naples Challenger                       | $ 050.000 | Sand          | Carlos Berlocq    | Pablo Cuevas Horacio Zeballos          |
| 20.11. | Kawana       | Kia International in Kawana             | $ 025.000 | Hartplatz (i) | Julien Jeanpierre | Nathan Healey Robert Smeets            |
| 20.11. | Puebla       | Challenger Britania Zavaleta            | $ 025.000 | Hartplatz     | Robert Kendrick   | Daniel Garza Jean-Julien Rojer         |
| 20.11. | Shrewsbury   | LTA Shrewsbury Challenger               | $ 025.000 | Hartplatz (i) | Alex Bogdanovic   | Philipp Marx Frederik Nielsen          |
| 27.11. | Maui         | Wailea Men’s Challenger                 | $ 050.000 | Hartplatz     | Michael Russell   | Rajeev Ram Brian Wilsson               |

### Dezember
keine Turniere in diesem Monat
- 1 Turnierbeginn (ohne Qualifikation)
- 2 Das Kürzel „(i)“ (= indoor) bedeutet, dass das betreffende Turnier in einer Halle ausgetragen wurde.